# Карбонільна група

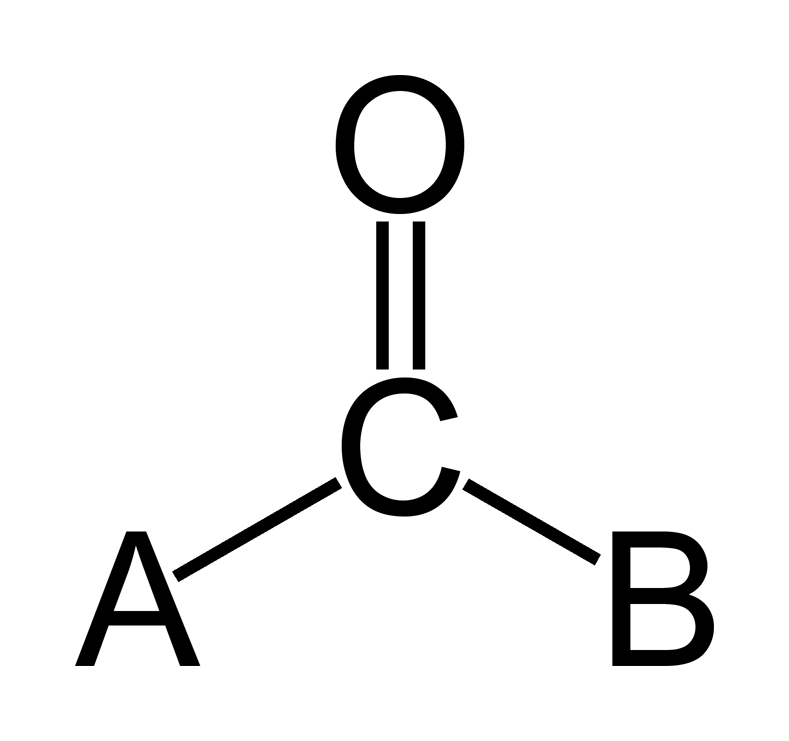
Карбонільна група

Карбоні́льна гру́па — функціональна група >С=О в органічних сполуках, яка є складовою альдегідів, кетонів, хінонів, ацилсиланів та багатьох інших.

## Загальний опис
Карбонільна група є електроноакцепторним замісником. Виявляє слабкі осно́вні властивості. Ідентифікується ІЧ-, УФ-спектроскопією та ЯМР-спектроскопією.
Карбонільна група — плоска, характерна для альдегідів, кетонів, хінонів, кислот, теж сполук металу з карбонмоноксидом, пр., пентакарбоніл заліза Fe(CO)5. Вона є електроноакцепторним замісником як за індуктивним, так і за мезомерним ефектом. Має вельми слабкі осно́вні властивості.
Гібридизація атомів С та О — sp2. До атома C, який є електронодефіцитним, здатні приєднуватись нуклеофіли.
| Сполука          | альдегід | кетон  | карбонова кислота | естер  | амід      | енон               | галогенангідрид карбонової кислоти | ангідрид карбонової кислоти |
| Структура        | Aldehyde | Ketone | Carboxylic acid   | Ester  | Amide     | Enone              | Acyl chloride                      | Acid anhydride              |
| Загальна формула | RCHO     | RCOR'  | RCOOH             | RCOOR' | RCONR'R'' | RC(O)C(R')CR''R''' | RCOX                               | (RCO)2O                     |